# 롤링컬쳐원
롤링컬쳐원(Rolling Cultureone)은 1995년에 세워진 대한민국의 연예 기획사로, 클럽 롤링 스톤즈를 시작으로 밴드 음악의 불모지였던 대한민국에 라이브 클럽 합법화를 이루어 냈으며, 공연장을 기반으로한 라이브 문화, 레이블, 공연 등 문화 전반에 걸쳐 다양한 일을 진행하고 있다.
밴드 문화가 대한민국 음악의 새로운 대안으로 제시되고 있는 시점에서 롤링컬쳐원이 그 동안 다져온 노하우와 기획, 연출력을 바탕으로 엔터테인먼트 분야의 새로운 지평을 열어가고자 한다.

## 소속 연예인
- 브로큰 발렌타인
- 마르멜로
- 오추프로젝트
- 피콕
- 일락
- 조문근밴드
- 락킷걸
- D.COY
- 프루던스